# Étienne Marie Antoine Champion de Nansouty
Étienne-Marie-Antoine Champion de Nansouty (Bordeaux, 30 de Maio de 1768 – Paris, 12 de Fevereiro de 1815) foi um comandante francês de cavalaria durante a Revolução francesa, ascendendo ao posto de General de Divisão, em 1803. Foi um importante comandante militar durante as Guerras Napoleónicas.

## Vida
De origem nobre, estudou no colégio militar de Brienne, e graduou-se na Escola Militar de Paris. Nansouty iniciou a sua carreira militar em 1785, como subtenente no regimento Infantaria-Borgonha, onde o seu pai tinha prestado serviço durante as guerras de Luís XV. Oficial de cavalaria no início das Guerras Revolucionárias Francesas, em 1792, Nansouty foi nomeado para ajudante-de-campo do Marechal Nicolas Luckner. Durante a Guerra da Primeira Coligação, deteve o posto de Tenente-Coronel e foi comandante de esquadrão no 9.º Regimento de Cavalaria Pesada, efectuando campanhas com os exércitos franceses no Reno e no Sacro Império Romano-Germânico. É promovido a Coronel em 1793 e assume o comando da Cavalaria n.º 9, onde realiza várias acções de sucesso. Em 1799, é nomeado General-de- Brigada, depois de ter recusado várias vezes a promoção no passado. No ano seguinte, combate sob o comando do General Jean Victor Moreau, no Sul da Alemanha, numa importante campanha da Guerra da Segunda Coligação. 
Atingindo o topo da carreira militar em 1803, no posto de General de Divisão, Nansouty foi nomeado para comandar a 1.ª Divisão de Cavalaria Pesada na Grande Armée, recém criada por Napoleão. No comando desta divisão, entre 1804 e 1809, Nansouty esteve presente em algumas das batalhas mais importantes das guerras da Terceira, Quarta e Quinta coligações, liderando ataques de cavalaria em Austerlitz, Friedland, Eckmühl, Aspern-Essling e Wagram. Em 1812, no decorrer da Campanha da Rússia, Nansouty comandou o I Corpo de Cavalaria do Grande Armée, e que liderou com distinção nas batalhas de Ostrovno e Borodino, onde foi ferido com gravidade num joelho. No ano seguinte, comandou a Cavalaria da Guarda Imperial nas batalhas de Dresden, Leipzig e Hanau, onde foi, de novo, ferido. Em 1814, comandou os seus homens em vários combates, incluindo os de La Rothière, Montmirail, Vauchamps e Craonne, até ficar definitivamente incapacitado, pelos ferimentos, nesse ano.
Membro da elite militar do Primeiro Império Francês e titular da Grande Águia da Legião de Honra, o Conde de Nansouty fazia parte da Casa Militar do Império como Primeiro Escudeiro do Imperador, e também detinha o posto de Coronel-General dos Dragões. Durante  a Restauração francesa, Luís XVIII entregou-lhe mais honras e comandos, como uma na Casa Militar do Rei de França. Nansouty morreu em Fevereiro de 1815, sendo enterrado no Cemitério de Père Lachaise, em Paris. O seu nome está inscrito no Arco do Triunfo e uma rua do 14º arrondissement de Paris tem o seu nome.